# 涡扇-15
涡扇-15，正式編號FWS-15，它是一款由中国航空发动机集团瀋陽發動機研究所（606所）研发、瀋陽黎明航空發動機有限公司生產的渦輪扇發動機，代号“峨嵋”。

## 设计与发展
渦扇15發動機研發計划始於1990年代。渦扇-15的首次試車成功目前有兩種說法，一種說法為中國網路所傳出為2005年4月、西方國家則推定為2006年；在2009年12月，網路論壇中開始出現渦扇-15的實機裝載測試。2011年，黎明厂实现该发动机验证机的提前交付，并于2012年後進入長時期的測試狀態。另有研發配備在殲-10戰鬥機的型號。
目前，中国仍未向外界公開渦扇15的性能，故外界仍以臆測為主。西方國家認為在2009年測試版本已經可達成後燃推力輸出160,000牛頓，在2012年的測試可能已達成180,000牛頓（40,000磅）的輸出表現，西方觀察家估計渦扇15的推重比具有1:9之能力。
在2015年的一次地面试验中，涡扇-15发生爆炸，所幸无人员受伤。问题无法修复，以至于后来歼-20只能暂且使用涡扇-10B。
根據北京航空航天大學教授劉大響於2022年11月底在江西南昌中國航空產業大會暨南昌飛行大會上發表演說時透露，一款正在研製且推重比達到10的第4代軍用小涵道比渦扇發動機已裝配在殲-20首飛。中國軍事專家傅前哨認為，這小涵道比渦扇發動機可能就是中國正在研製的涡扇-15並且很可能已開始進行高空測試。
2023年3月16日至17日，中国航发北京航空材料研究院项目负责人张勇向与会专家提到，长期困扰中国军用飞机工业的“心脏病”问题已经得到了解决，涡扇15、涡扇-19和涡扇-20发动机以及一种型号未知的下一代发动机，技术瓶颈被全部克服，并且实现了小批量生产。

## 规格
来源：

### 概況
- 類型： 後燃器渦輪扇發動機
- 长度： 5.05m
- 直径： 1.02m
- 净重： 1,610kg

### 组件
- 压缩机： 轴流式
- 燃烧室：
  - 最大加力推力：156kN
  - 中间（军用）推力：105kN
  - 推重比：9.88
  - 空气流量：125kg/s
  - 涵道比：0.25
  - 总增压比：25-26
  - 涡轮进口温度：1,841 K（1,568 °C；2,854 °F）
  - 最大直径：1.02m
  - 长度：5.05m
  - 质量：1610kg

#### 相關開發
- 渦扇-10
- 渦扇-20

#### 相似引擎
- AL-41
- F119